# Goldtüpfelfarn
Der Goldtüpfelfarn (Phlebodium aureum, Syn. Polypodium aureum L.) ist eine Pflanzenart innerhalb der Familie der Tüpfelfarngewächse (Polypodiaceae). Er ist in der Neotropis verbreitet.

## Beschreibung
Der Goldtüpfelfarn ist eine ausdauernde krautige Pflanze mit einem kriechenden Rhizom. Sterile und fertile Wedel sind annähernd gleich aussehend. Sie sind fiederteilig, die Fiedern sind ganzrandig. Die Wedel können eine Länge von bis zu 130 cm und eine Breite von bis zu 50 cm erreichen. Die Zahl der Fiedern liegt zwischen Eins (sehr junge Pflanzen) und bis zu etwa 35. Die Wedel sind kahl, haben keine Schuppen, die Adern enden frei. Wedel und junge Stiele sind grün und mehr oder weniger stark blau bereift. Bei älteren Stielen wechselt deren Farbe zunehmend nach braun, wobei deren blaue Bereifung erhalten bleibt. Die Stiele sind schwach behaart. Die unauffälligen Haare stehen einzeln an den Stielen und bilden keine geschlossene Behaarung. Wedel und Stiele sind kaum plastisch verformbar. Nach Überschreiten der Streckgrenze erfolgt recht unvermittelt deren Abbruch. Die Sori sind groß, rund und ohne Schleier. Sie stehen auf der Unterseite der Wedel. Mit weißem Licht, z. B. Tageslicht direkt angeleuchtet erscheinen die Sori goldbraun, was sich im deutschen Namen der Pflanze widerspiegelt. Eine ausführliche Beschreibung der Sporenbildung findet sich bei Wilson. Die Verbreitung der Sporen erfolgt durch Wind.
Das Rhizom kriecht auf und knapp unter der Substratoberfläche und verzweigt sich mit zunehmendem Alter der Pflanze immer stärker. Dabei können einzelne Sprossachsen substratfreie Bereiche überwinden, um Zugang zu neuem geeignetem Substrat zu erhalten. Geeignete Substrate sind neben Erde auch moosüberwachsene Bereiche an Bäumen und Steinen, sodass die Pflanze auch epiphytisch oder lithophytisch gedeihen kann. Die einzelnen Sprossachsen haben einen Durchmesser von 8 bis 15 mm, seltener bis zu 30 mm. Die oberirdischen Teile des Rhizoms sind vollständig beharrt. An den Vegetationsspitzen ist die Behaarung hellbraun bis fast weiß gefärbt. Ein grüner Schimmer unter der Behaarung zeigt den Beginn des Austriebs eines neuen Wedels an. Mit zunehmendem Alter des Rhizomstücks wird die Farbe der Behaarung immer dunkler. Bei Kontakt mit geeignetem Substrat treiben an den das Substrat berührenden Stellen Wurzeln aus den Sprossachsen.

## Verbreitung
Der Goldtüpfelfarn Phlebodium aureum ist in den tropischen und subtropischen Regionen Nord-, Mittel- und Südamerikas beheimatet. Die nördliche Verbreitungsgrenze liegt in den US-Bundesstaaten Florida und dem südlichsten Teil Georgias. Die südliche Verbreitungsgrenze liegt in Brasilien, Paraguay. und Argentinien. Der Goldtüpfelfarn gilt als invasive Pflanze auf Hawaii, da er sich seit 1910 stark ausgebreitet hat. Da er nicht winterhart ist und ausreichend feuchte Standorte benötigt, ist sein mögliche Ausbreitungsgebiet aber begrenzt.

## Inhaltsstoffe und Giftigkeit
Der Goldtüpfelfarn ist eine Giftpflanze, da bei Beschädigung des Pflanzenmaterials aus diesem Blausäure (HCN) freigesetzt wird. Das cyanogene Glycosid Vicianin ist im Goldtüpfelfarn enthalten. Durch eine Vicianin-β-Glucosidase (EC 3.2.1.119) wird zunächst der Zuckeranteil (Vicianose) hydrolytisch abgespaltet, dabei wird Mandelonitril freigesetzt. Unter Einwirkung einer Lyase (EC 4.1.2.10) wird dann HCN freigesetzt. Es gibt zahlreiche Giftpflanzen, deren Toxizität auf diese Eigenschaft zurückzuführen ist – sie werden als cyanogene Pflanzen zusammengefasst.
In Südamerika wird die Pflanze angeblich unter dem Namen Anapsos als Heilmittel bei Entzündungen und Tumoren verwendet. Bei der angeblichen Erwähnung als Heilpflanze bei Dioskurides muss es sich um eine Verwechslung handeln, da dieser kaum die Neue Welt besucht hatte. Goldtüpfelfarn soll komplementär auch gegen Vitiligo wirksam sein.

## Nutzung
Der Goldtüpfelfarn wird als Zimmerpflanze verwendet. Im Vergleich zu anderen als Zimmerpflanze gehaltenen Farnen ist die Pflanze relativ pflegeleicht. Die Vermehrung erfolgt durch Rhizomteilung, mitunter aber auch selbstständig durch Sporen, die in Töpfe anderer Zimmerpflanzen gelangt sind.

## Bilder

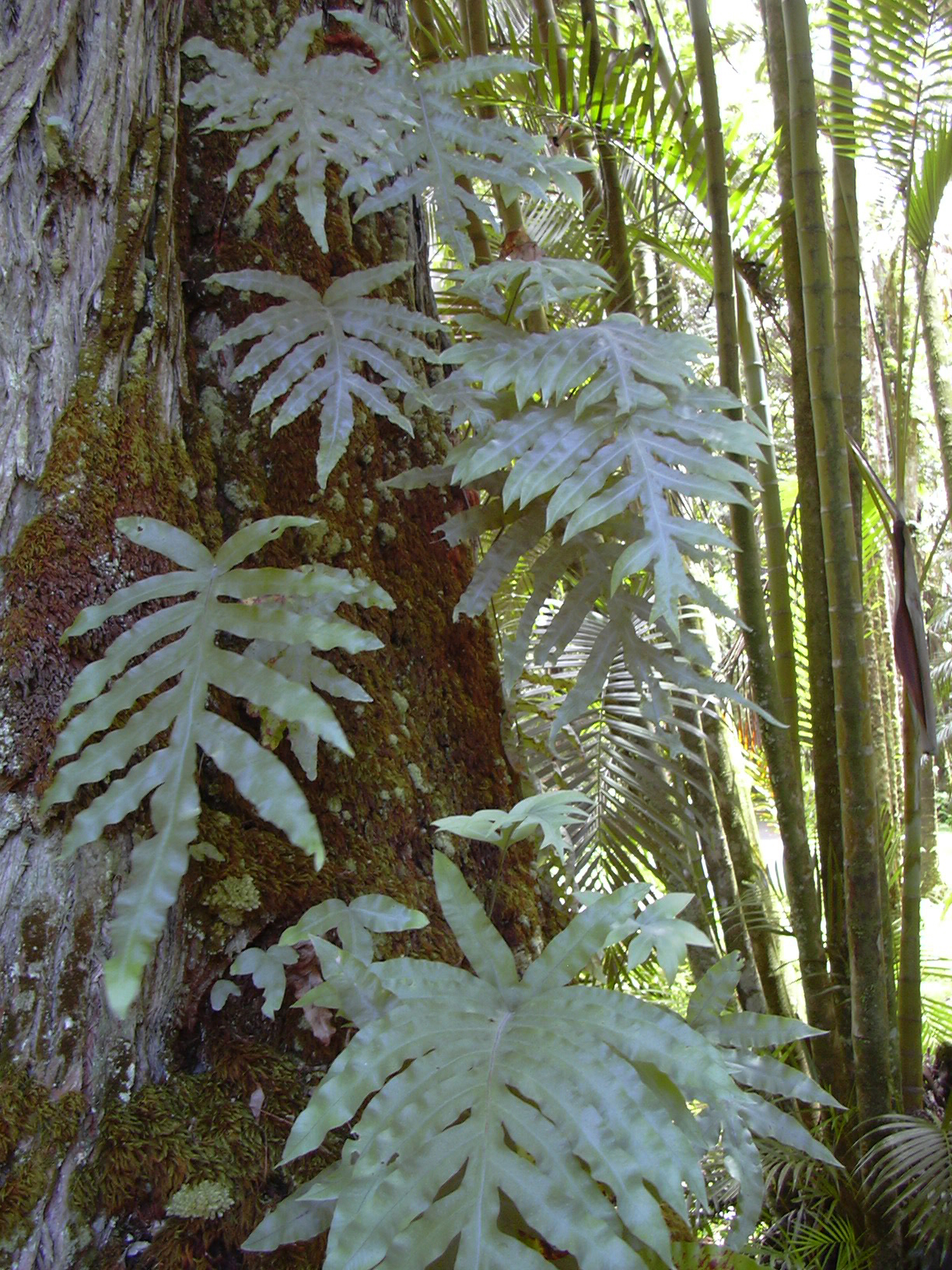
epiphytisch lebende Pflanze
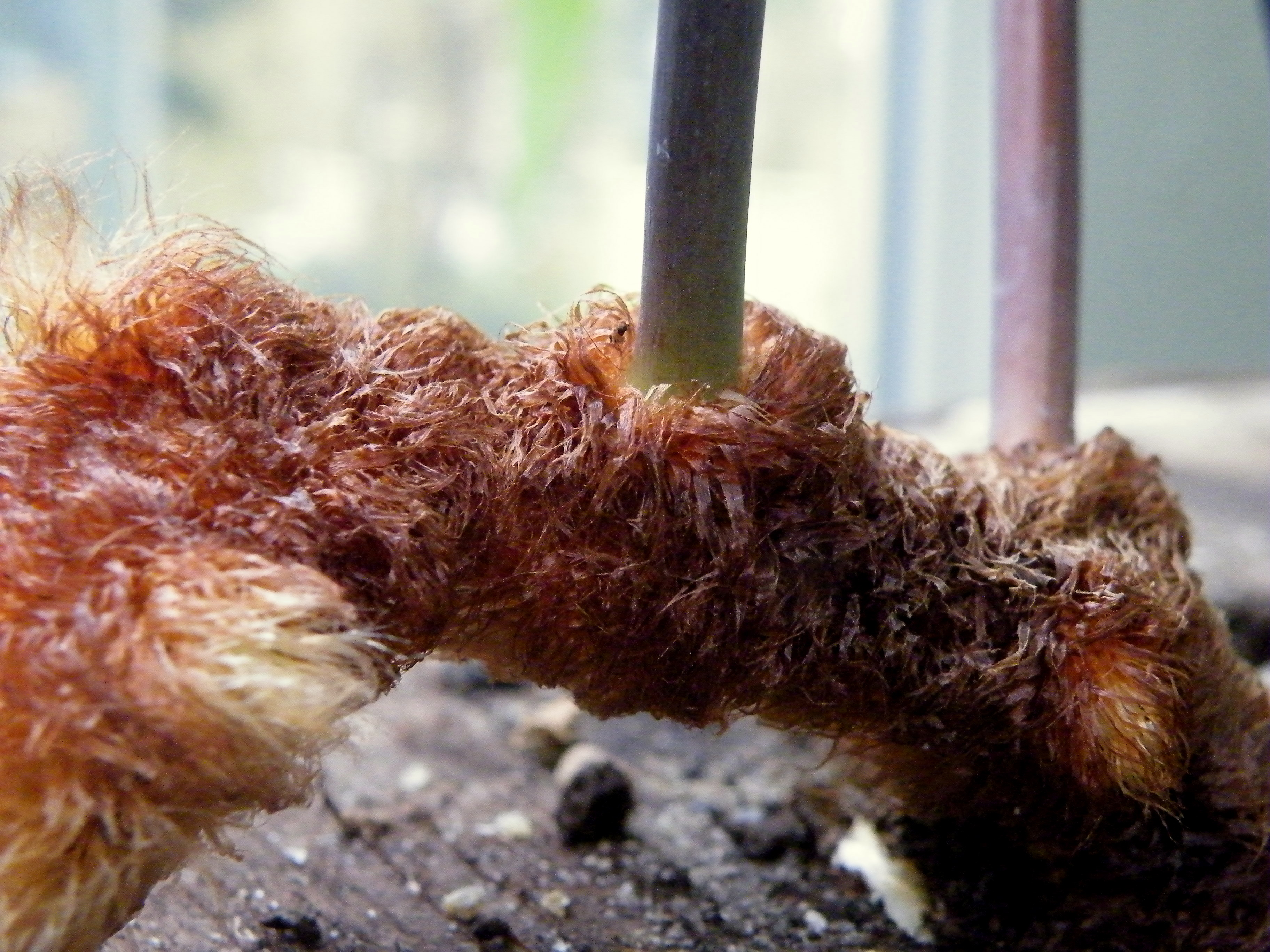
Rhizom mit Vegetationsspitze und Wedel (Stiel sichtbar)
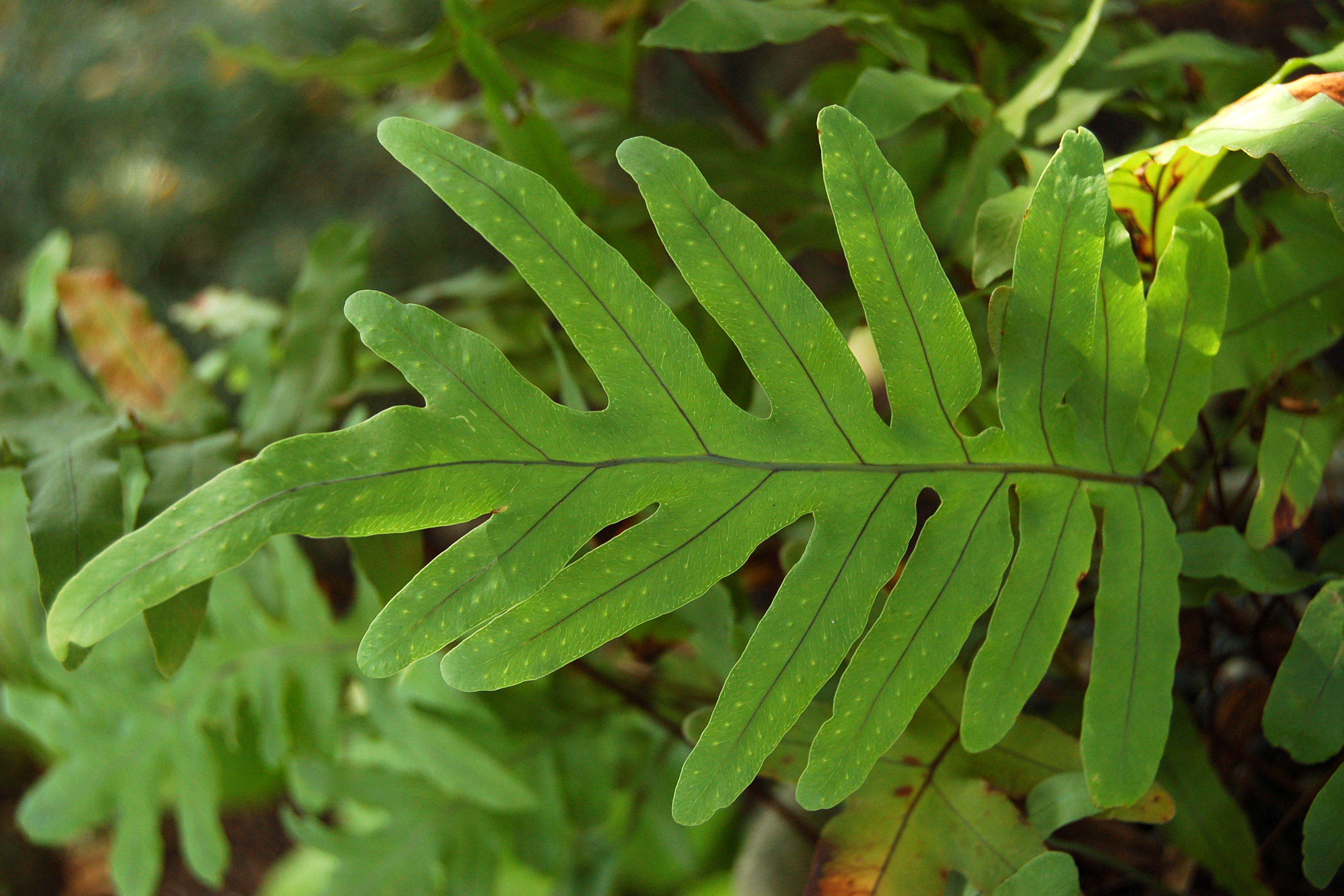
Wedel
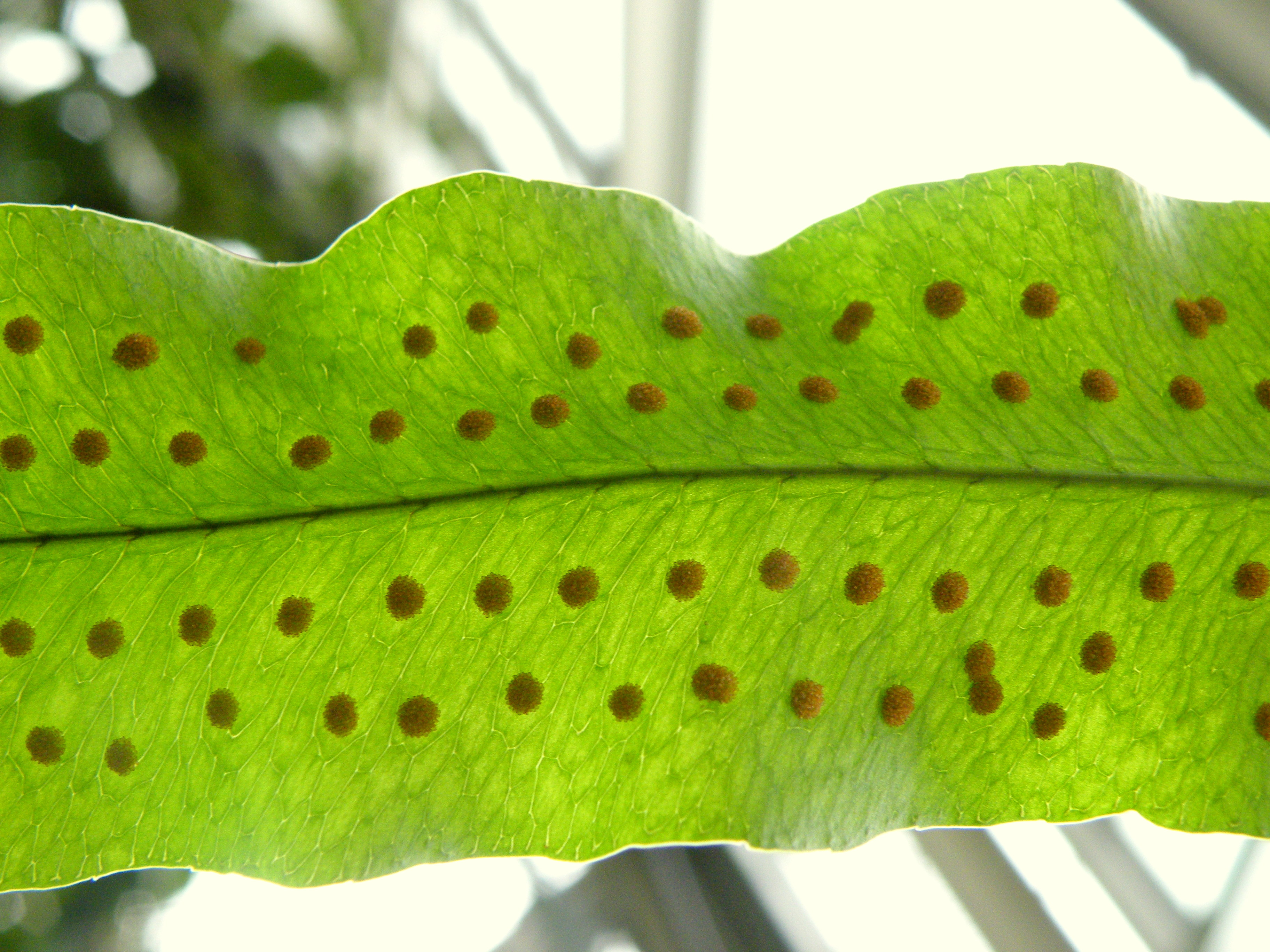
Sori, die „Goldtüfpel“ an der Wedelunterseite
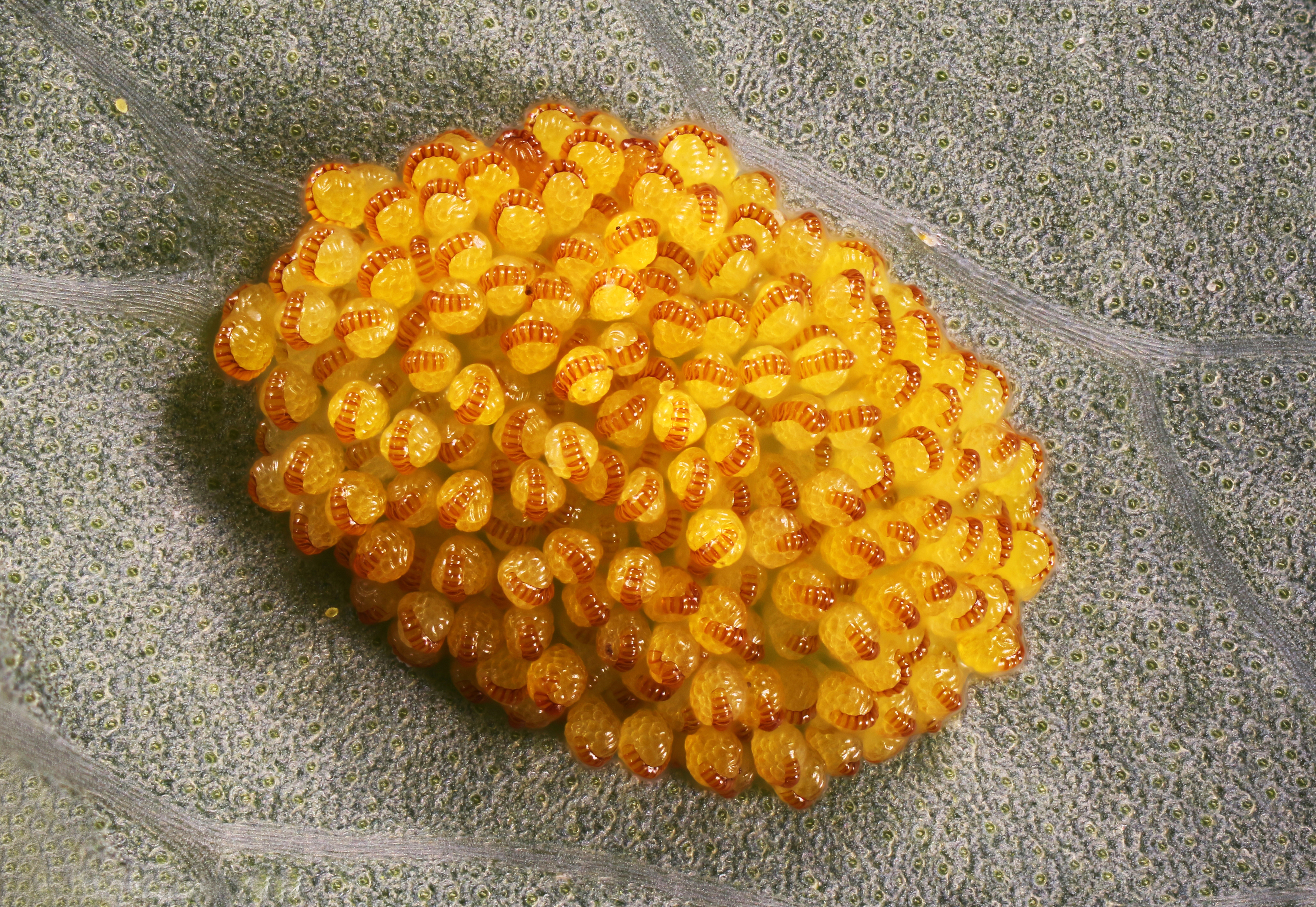
Sorus (Länge ca. 2 mm)
Vicianin ist ein cyanogenes Glycosid enthalten im Goldtüpfelfarn